# NGC 983
NGC 983 (również NGC 1002, PGC 10034 lub UGC 2133) – galaktyka spiralna z poprzeczką (SBb), znajdująca się w gwiazdozbiorze Trójkąta.
Odkrył ją Édouard Jean-Marie Stephan 13 grudnia 1871 roku, jednak błędnie zidentyfikował gwiazdę, której użył do określenia pozycji, w wyniku czego podana przez niego pozycja była również błędna. Ponownie zaobserwował galaktykę 14 grudnia 1881 roku. Tym razem nie popełnił błędu, jednak dwie różne pozycje spowodowały, że galaktyka znalazła się w New General Catalogue dwukrotnie – pierwsza obserwacja Stephana jako NGC 983, a druga jako NGC 1002. Dopiero w 1916 roku E. Esmiol odkrył, że to ten sam obiekt.